# Вилоу Ривер (Минесота)
Вилоу Ривер (енгл. Willow River) град је у америчкој савезној држави Минесота.

## Демографија
По попису из 2010. године број становника је 415, што је 106 (34,3%) становника више него 2000. године.
| Група             | 2000.       | 2010.       |
| Белци             | 283 (91,6%) | 389 (93,7%) |
| Афроамериканци    | 0 (0,0%)    | 1 (0,2%)    |
| Азијати           | 0 (0,0%)    | 0 (0,0%)    |
| Хиспаноамериканци | 6 (1,9%)    | 9 (2,2%)    |
| Укупно            | 309         | 415         |